# Yolo County
Yolo County (officielt County of Yolo) er et amt beliggende i Sacramento Valley i den nordlige del af den amerikanske delstat Californien. Amterne Sacramento, Solano, Napa, Lake, Colusa, og Sutter grænser op til Yolo. 
Yolos totale areal er 2.649,3 km² hvoraf de 24,9 km² er vand. I år 2010 havde amtet 200.849 indbyggere. Hovedbyen i amtet er Woodland, mens Davis er den største målt på befolkning. 
Amtet blev dannet 18. februar 1850, som et af de oprindelige amter i Californien.

## Byer i San Mateo
| - Davis - West Sacramento - Winters - Woodland |